# Guillaume Nissole
Guillaume Nissole est un médecin et un botaniste français, né le 16 avril 1647 à Montpellier et mort vers 1734.

## Biographie
Son père est Jean Nissole (1602-1689), "démonstrateur royal" d’anatomie à la faculté de médecine de Montpellier. Son frère est le médecin Pierre Nissole (1656-1726).
Guillaume Nissole fait des études de médecine puis à Paris avant de revenir s’installer à Montpellier. Déçu de n’avoir obtenu une chaire de médecine en 1673, il se décide de se consacrer à l’histoire naturelle, il se passionne tant pour cette discipline qu’il finit par abandonner l’exercice de la médecine. Il décrit ainsi des plantes dans les mémoires de l’Académie des sciences de Paris mais surtout dans les mémoires de l’Académie des sciences de Montpellier.
- Notices d'autorité :   - VIAF
- Ressources relatives à la recherche :   - Harvard University Herbaria & Libraries
  - International Plant Names Index

Nissole est l’abréviation botanique standard de Guillaume Nissole.
Consulter la liste des abréviations d'auteur en botanique ou la liste des plantes assignées à cet auteur par l'IPNI, la liste des champignons assignés par MycoBank, la liste des algues assignées par l'AlgaeBase et la liste des fossiles assignés à cet auteur par l'IFPNI.